# Biogeografia insulare

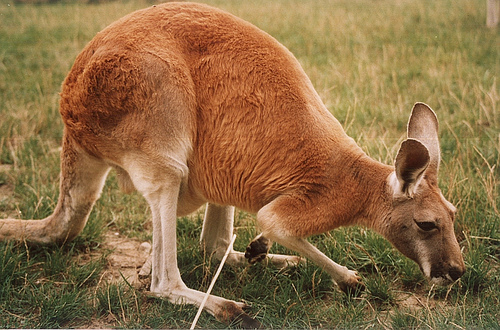
I mammiferi marsupiali, come il canguro rosso, sono presenti esclusivamente in Australia e in alcune isole adiacenti. La biogeografia insulare si propone di spiegare perché l'areale di animali è limitato da barriere fisiche come le isole.

La biogeografia insulare è un campo d'indagine della biogeografia che esamina i fattori che condizionano la ricchezza di specie animali e vegetali entro comunità naturali geograficamente isolate.

## Presupposti storici e metodologici

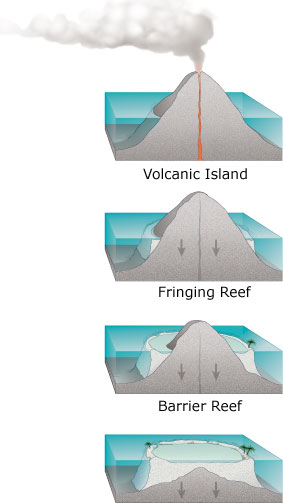
casi particolari: La formazione di un Atollo di origine vulcanica

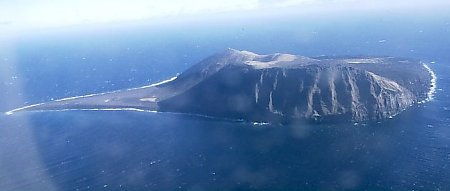
casi particolari: Surtsey

Gli effetti biogeografici sono maggiormente apprezzabili nelle isole;   L'importanza delle isole nel rivelare i processi evolutivi è stata riconosciuta fin dai lavori di Darwin ne L'Origine della specie, poi sulla Struttura e distribuzione dei banchi di corallo e delle isole madreporiche, poi sulle Isole Galapagos, insieme al lavoro di Wallace sull'Arcipelago Malese, già da allora, la biogeografia insulare ha fornito molti esempi eleganti dei meccanismi evolutivi coinvolti nella generazione della biodiversità, inclusi i processi geologici, la colonizzazione e l'isolamento;
La pubblicazione della Teoria della Biogeografia Insulare da parte di Robert Mac Arthur e E.O. Wilson nel 1967 successivamente mostrò come la ricchezza di specie di un certo ecosistema sia prevedibile sulla base di fattori quali l'area dell'habitat disponibile e i tassi d'immigrazione e di estinzione delle specie all'interno dell'area;  Questi habitat sono spesso aree di ricerca semplificate perché l'ecosistema è maggiormente condensato rispetto alla distribuzione che si riscontra sulla terraferma, come fu storicamente riscontrato nei propri lavori già da Darwin  e Wallace.

## Teoria
La teoria della biogeografia insulare prevede che il numero di specie che si possono trovare su una certa isola dipenda dal bilancio dinamico dei fenomeni di colonizzazione ed estinzione che si verificano localmente sull'isola. L'immigrazione e l'emigrazione sono condizionate dalla distanza di ciascuna isola dalla sorgente di colonizzazione (effetto distanza), che di norma è rappresentata dal continente, ma può anche essere un'altra isola. Isole più isolate hanno minore probabilità di ricevere coloni proveniente da altre isole o dal continente.
Invece il tasso di estinzione delle specie stabilitesi sull'isola dipende dalle dimensioni dell'isola (effetto area, descritto dalla curva specie-area). Isole di maggiore estensione avranno habitat geograficamente più estesi e una maggiore varietà di habitat differenti. Habitat più estesi si traducono nella minore probabilità di estinzione a causa di fenomeni casuali, mentre una maggiore eterogeneità ambientale garantisce più alte probabilità che la colonizzazione abbia successo a seguito dell'immigrazione.
La teoria della biogeografia insulare predice che il numero di specie rinvenute su una certa isola dipende dall'equilibrio tra gli effetti contrastanti di estinzione e immigrazione.
La teoria fu inizialmente sviluppata per spiegare la distribuzione e l'abbondanza di specie su isole vere e proprie ed è stata successivamente estesa allo studio di altri ambienti circondati da una matrice differente, come frammenti forestali, cime montuose, e laghi circondati da zone asciutte. Attualmente è applicata allo studio di qualunque ecosistema circondato da ecosistemi differenti. Come campo d'indagine, la biogeografia insulare è stata fondata negli anni '60 del XX secolo dagli ecologi Robert MacArthur e E.O. Wilson, che coniarono il termine biogeografia insulare.
Gli ambienti insulari sono inoltre ideali perché permettono ai ricercatori di controllare la risposta degli habitat a specie invasive, e possono verificare come la dispersione di tali specie cambia l'habitat stesso di una particolare isola. Queste conoscenza possono poi essere applicate in ambito continentale. Le isole presentano biomi molto diversificati, includendo dalle isole di tipo tropicale a quelle a clima artico. Questa diversità permette di analizzare un ampio spettro di specie in diverse parti del mondo